# Edéia (kommun)
Edéia är en kommun i Brasilien.   Den ligger i delstaten Goiás, i den sydöstra delen av landet, 300 km sydväst om huvudstaden Brasília. Antalet invånare är 11 266.
Följande samhällen finns i Edéia:
- Edéia

Omgivningarna runt Edéia är en mosaik av jordbruksmark och naturlig växtlighet. Runt Edéia är det glesbefolkat, med 8 invånare per kvadratkilometer.